# Rue de Bitche (Nancy)
Pour les articles homonymes, voir Rue de Bitche.
La rue de Bitche est une voie de la commune française  de Nancy, comprise au sein du département de Meurthe-et-Moselle, en région Lorraine.

## Origine du nom
La rue porte le nom de la ville française de Bitche, située au nord-est du département de la Moselle qui s'est vaillamment défendue durant le siège du 8 août 1870 au 24 mars 1871.

## Historique
Cette voie qui était autrefois une partie du « chemin des Sables » a pris son nom actuel par arrêté municipal du 22 janvier 1884 et par arrêté préfectoral du 1er février 1884.

## Bâtiments remarquables et lieux de mémoire
- Institut sérothérapique de l'Est fondé en 1896 par Georges Le Monnier et financé par Daniel Iffla Osiris.